# Tio Emílio

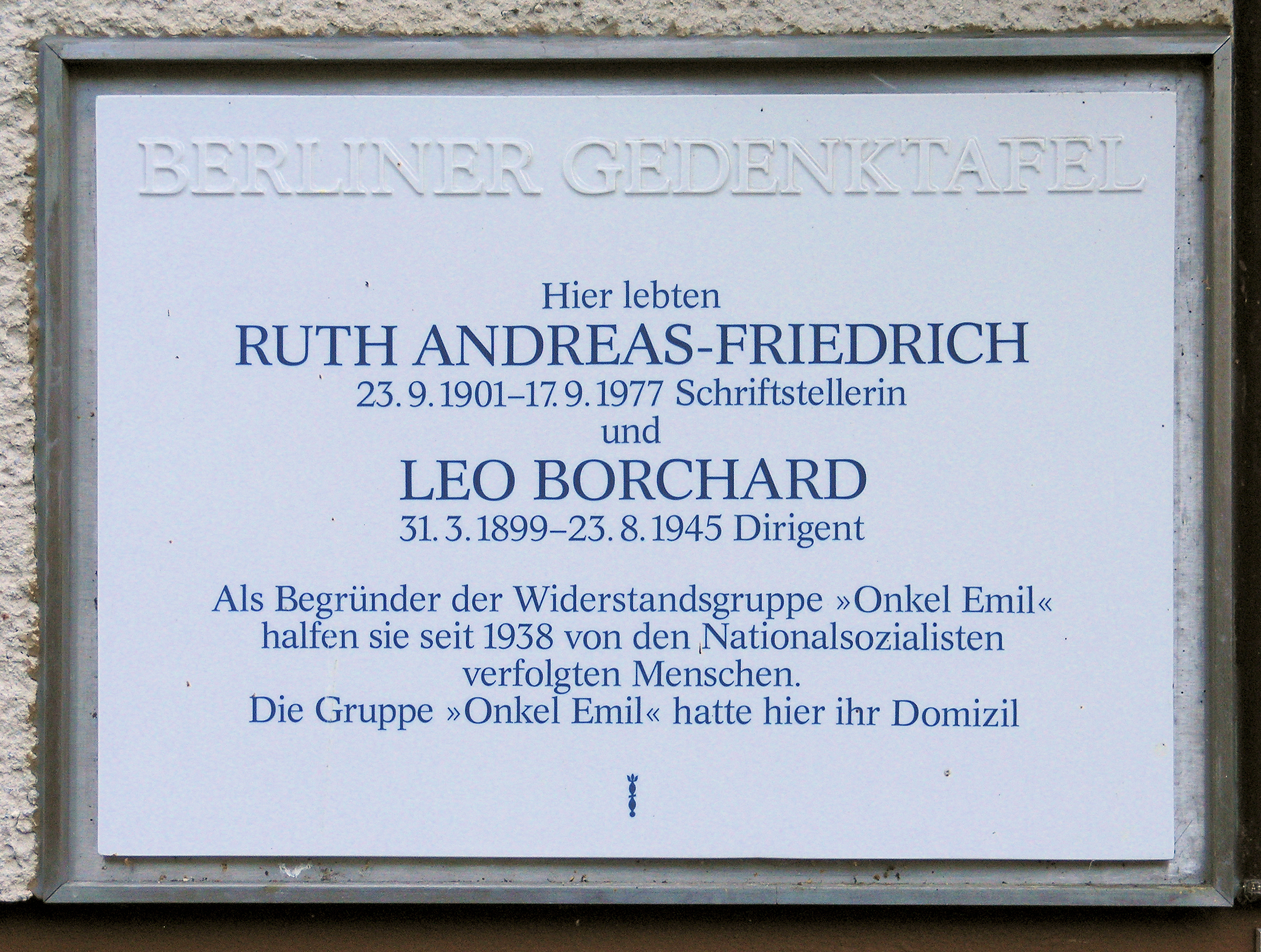
Berlim placa comemorativa na casa da fundadora (Hünensteig 6, em Berlim-Steglitz)

Tio Emílio (em alemão, Onkel Emil) foi um grupo de resistência baseado em Berlim, que atuou durante o período do terceiro Reich.
O grupo não possuía motivações políticas, mas sim humanitárias, e era constituído, principalmente, de jornalistas, médicos, e outros intelectuais.
O grupo foi formado no inverno de 1938, pela jornalista Ruth Andreas-Friedrich e o maestro Leo Borchard. De acordo com o relatório de atividades do grupo, o círculo interno do grupo também incluía a filha Karin Friedrich, o escritor Fred Denger, o médico Josef Schunk e o especialista Walter Seitz. Havia vários outros funcionários ativos.
Batizada em homenagem ao sistema de alarme do casal, a organização fornecia esconderijos, comida e documentos para uma espécie de rede privada de judeus perseguidos. Além disso, ela apoiou as famílias de perseguidos políticos e espalhou panfletos da "Rosa Branca".
Os membros do grupo, Ruth Andreas-Friedrich e Karin Friedrich, receberam a Medalha Yad Vashem como "Justos entre as Nações".
Uma placa memorial está localizado na antiga casa dos fundadores, em Steglitz, Hünensteig 6.
Em 2012, a Fundação Rosa Branca publicou uma abrangente exposição sobre o grupo.